# Scott Lynch

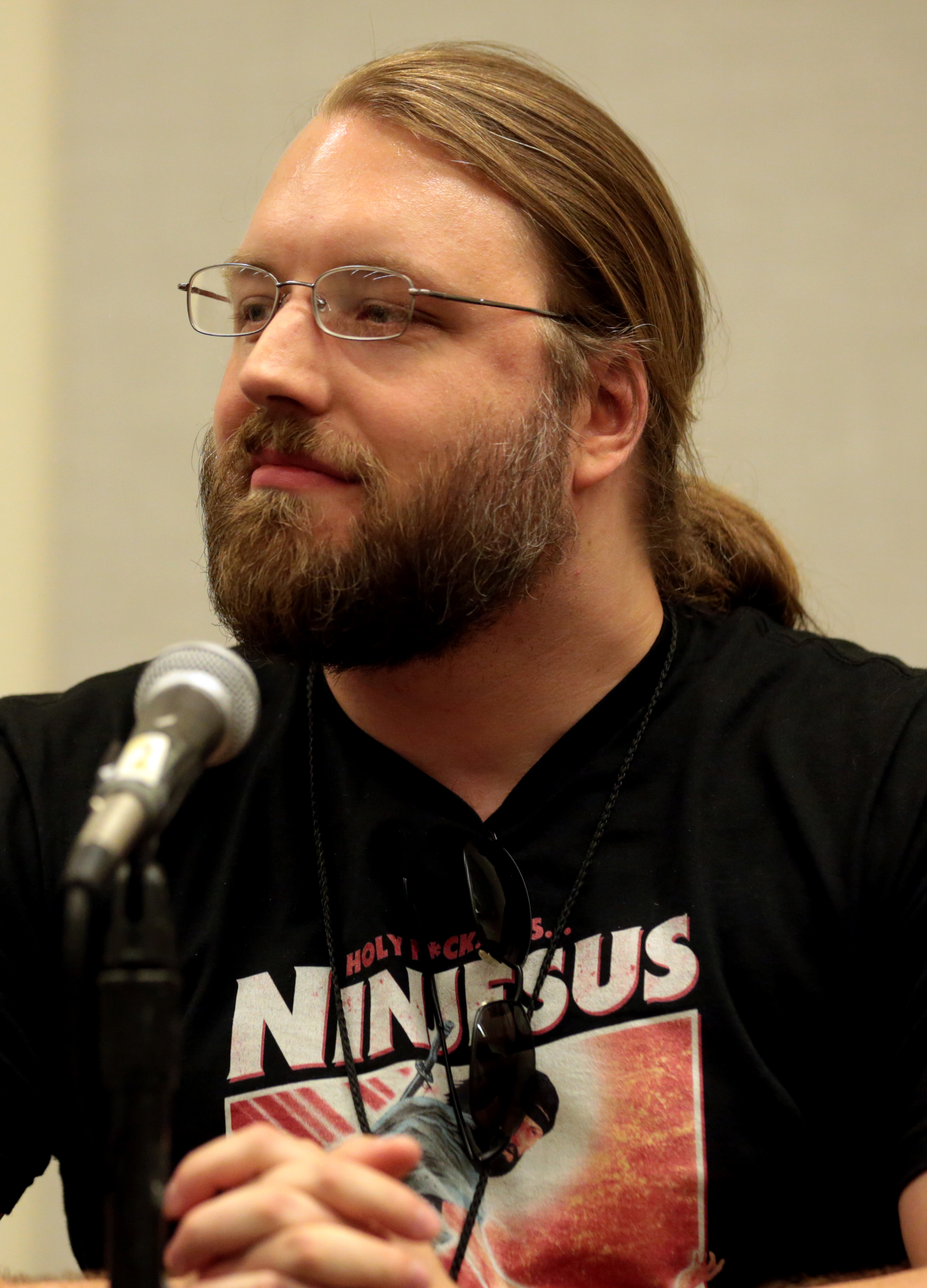
Scott Lynch (2017)

Scott Lynch (* 2. April 1978 in Saint Paul, Minnesota) ist ein US-amerikanischer Fantasy-Autor.
Sein Erstlingswerk The Lies of Locke Lamora (deutsch: Die Lügen des Locke Lamora) wurde im Juni 2006 veröffentlicht, die Fortsetzung Red Seas Under Red Skies (deutsch: Sturm über roten Wassern) folgte im Juli 2007. Die Bücher sind die ersten beiden einer Reihe über die Gentleman Bastards; geplant sind insgesamt sieben Bücher.
Seit 2006 veröffentlicht der Autor auf seiner Homepage den Onlineroman Queen of the Iron Sands. Insgesamt sind bisher 7 Kapitel erschienen.
Lynchs Bücher wurden in zahlreiche Sprachen übersetzt, u. a. sind sie auf Deutsch im Heyne Verlag erschienen.

## Kritiken und Auszeichnungen
Die Kritiken zu Die Lügen des Locke Lamora waren überwiegend positiv. Das Buch erreichte den 2. Platz in der Kategorie First Novel bei den Locus Awards 2007. 2008 erhielt er den Sydney J. Bounds Award als bester Newcomer.

## Werke

### Gentleman Bastards
- The Lies of Locke Lamora, Gollancz / Orion 2006, ISBN 0-575-07694-1.
  - Die Lügen des Locke Lamora, Heyne 2007, Übersetzerin Ingrid Herrmann-Nytko, ISBN 3-453-53091-8.
- Red Seas Under Red Skies, Gollancz 2007, ISBN 0-575-07925-8.
  - Sturm über roten Wassern, Heyne 2008, Übersetzerin Ingrid Herrmann-Nytko, ISBN 3-453-53113-2.
- The Republic of Thieves, Del Rey 2013, ISBN 978-0-553-80469-0.
  - Die Republik der Diebe, Heyne 2014, Übersetzerin Ingrid Herrmann-Nytko, ISBN 3-453-53194-9.
- The Thorn of Emberlain, Titel in Planung, ISBN 978-0-575-08851-1.

### Kurzgeschichten
- The Effigy Engine, 2013, erschienen im Sammelwerk Fearsome Journeys von Jonathan Strahan, ISBN 978-1781081198.